# أنتوني هربرت
أنتوني هربرت (بالإنجليزية: Anthony Herbert)‏ هو ضابط أمريكي، ولد في 7 أبريل 1930 في Herminie, Pennsylvania ‏ في الولايات المتحدة، وتوفي في 7 يونيو 2014 في كانون سيتي في الولايات المتحدة.